# ケリム・チャルハノール
ケリム・チャルハノール（Kerim Çalhanoğlu, 2002年8月26日 - ）は、ドイツ・バーデン＝ヴュルテンベルク州マンハイム出身のサッカー選手。ポジションはMF。

## クラブ経歴
SVヴァルトホーフ・マンハイムなどのユースを経て、2016年にTSG1899ホッフェンハイムと契約。2018年にU-17チームに昇格。2018-19シーズンは同ユースリーグで22試合5ゴールを記録したところでU-19チームに昇格。2019-20シーズンもU-19リーグでプレーし、18試合2ゴールを記録した。
2020年6月、シャルケ04と4年契約を締結。加入1年目の2020-21シーズンは、当初はU-19でプレーしたが、11月にトップチームに昇格。2021年3月5日の1.FSVマインツ05戦で先発で起用され、プロデビュー。試合は0-0で終わった。

## 代表歴
2017年にU-16のトルコ代表でプレーし、翌2018年からは各ユース世代のドイツ代表でプレー。2019年にはUEFA U-19欧州選手権にU-19ドイツ代表で出場した。

## 人物
- 両親はトルコ系移民で、ドイツ代表以外にトルコ代表でプレーを選ぶことも可能になっている。
- 弟のトゥランもサッカー選手で、現在はTSG1899ホッフェンハイムのユースに所属。ハカン・チャルハノールは従兄弟にあたる。